# Skinwalker
Nella cultura Navajo, uno skin-walker (Navajo: yee naaldlooshii) è un tipo di strega dannosa che ha la capacità di trasformarsi tramite metamorfosi, possedere o travestirsi da animale. Il termine non è mai usato per i guaritori.
Lo yee naaldlooshii, che si traduce in "con esso, va a quattro zampe", è uno dei tanti tipi di skinwalker presenti nelle credenze Navajo. Queste streghe sono viste come l'antitesi dei valori Navajo, poiché eseguono cerimonie malevole e usano la magia manipolativa in netto contrasto con le opere benefiche degli stregoni.
La leggenda degli skin-walker è profondamente radicata nella tradizione Navajo e raramente viene discussa con gli estranei. Questa reticenza è in parte dovuta ai tabù culturali e alla mancanza di comprensione del contesto da parte dei non Navajo. Le storie spesso descrivono skin-walker che usano i loro poteri per scopi malvagi e sono considerati una fonte di paura e mistero all'interno delle comunità Navajo. I resoconti tradizionali li descrivono come potenti stregoni che, dopo essersi impegnati in vari atti nefasti, acquisiscono la capacità di trasformarsi in animali a piacimento.

## Origini
In lingua navajo, yee naaldlooshii si traduce con "per mezzo di esso, va a quattro zampe". Sebbene sia forse la varietà più comune vista nella narrativa horror da persone non Navajo, lo yee naaldlooshii è una delle numerose varietà di camminatori sulla pelle nella cultura Navajo; nello specifico, sono un tipo di ánti'įhnii.
Le streghe Navajo, comprese le skinwalker, rappresentano l'antitesi dei valori culturali Navajo. Mentre i guaritori della comunità e gli operatori culturali sono conosciuti come Uomo e donna di medicina, o con altri termini positivi nella lingua indigena della comunità, le streghe sono viste come malvagie, che eseguono cerimonie dannose e magie manipolatrici in una perversione delle buone opere che i medici tradizionalmente compiono. Per praticare le loro buone opere, i guaritori tradizionali possono conoscere sia la magia buona che quella cattiva, per proteggersi dal male. Ma le persone che scelgono di diventare streghe sono viste come corrotte.
La leggenda degli skin-walker non è ben compresa al di fuori della cultura Navajo, sia a causa della riluttanza a discutere l'argomento con estranei, Hampton, sia per ciò che l'accademica della Cherokee Nation Adrienne Keene dice essere una mancanza del contesto culturale necessario alle storie. sono incorporati all'interno. I Navajo tradizionali sono riluttanti a rivelare la tradizione degli skinwalker ai non Navajo, o a discuterne con coloro di cui non si fidano. Keene, fondatore del sito web Native Appropriations, ha scritto in risposta ai non Navajo che incorporavano le leggende nei loro scritti (e in particolare l'impatto avuto dall'uso fattone da J. K. Rowling) che quando ciò sarà fatto, "Noi come nativi siamo ora aperti a una raffica di domande su queste credenze e tradizioni... ma queste non sono cose che necessitano o dovrebbero essere discusse da estranei. Mi dispiace affatto se ciò sembra 'ingiusto', ma è così che sopravvivono le nostre culture."